# 北里深雪
北里 深雪（きたざと みゆき、1931年7月20日 - ）は、日本の元女優、元声優。東京府出身。

## 略歴
聖心女子大学在学時、夏休みの宿題に悩む中で新聞広告を見たことを機に俳優座養成所の門を叩いた。この時、両親からは大目玉を食らったという。
1954年、劇団新人会の設立に参加し同劇団で活動。同期には北條美智留がいる。ドラマ『夫婦百景』の共演が縁で同劇団の穂積隆信と結婚するもすぐに離婚し、1955年に劇団四季に移籍した。
1956年、海外ドラマ『名犬リンチンチン』にて主人公のラスティ・ハリス少年の吹き替えを担当し、子供を中心に人気を得た。同作の担当者である大久保正雄によると、キャスティング時に候補者がさえず悩んでいたところ、北里の「子供らしい明るさと甘さに満ちた声」がとびこんできたといい、それまで下馬評にも挙がらなかった中での抜擢だったという。
1959年に四季を退団。その後は新劇場の設立に参画し活動するも退団。新宿のバーでマダムとなった後、1960年代末に引退した。
「絹糸みたいに、細くてもいいから丈夫な糸になりたい」という人生観を持っていたといい、引退後の1969年には「それを実践した」と評された。

## 出演
太字はメインキャラクター。

### 映画
- 九千万の明るい瞳（1961年）
- 原野に生きる（1963年）

### テレビドラマ
- 美しき下界（1953年、NHK）
- 錨（1953年、NHK）
- 気まぐれ天使（1954年、NHK）
- 若い日記（1954年、NHK）
- 地の涯まで（1955年、NHK）
- 青春申告（1955年、NHK）
- 気鬱な旅行（1956年、NHK）
- 父帰る二題（1958年、NHK）
- 夫婦百景（1959年、NTV）
  - 第52回「細腕亭主」
  - 第85回「ガミガミ女房」
- 感傷夫人（1959年、NTV）
- 一人息子（1960年、NTV）
- 巣（1960年、NTV）
- 赤い鳥籠を持つ女（1960年、CX）
- しあわせ（1960年、NHK）
- 殺しの押売り（1960年、NTV）
- けれど夜明けに（1960年、NHK）
- ここに人あり（1960年、NHK）
  - 第160回「菊の宿」
  - 第165回「村のよろず苦情処理係」
- くちづけ（1960年、TBS）
- 浅春（1961年、NHK）
- ともしびの街（1961年、TBS）
- 杉戸の奥（1961年、NTV）
- 回転木馬（1961年、TBS）
- 歪んだ海（1961年、NTV）
- 隠れた顔（1961年、TBS）
- 黒の組曲（1962年 - 1963年、NHK）
- 姉妹（1962年、CX）
- 再会（1962年、CX）
- 走路（1963年、NHK）
- 絢爛たる流離（1963年、NHK）
- おかあさん(2)（TBS）
  - 第192回「続　母―この最後なるもの」（1963年）
  - 第360回「糸と糸巻きの秘密」（1966年）
- テレビ指定席（1962年 - 1963年、NHK）
  - 冬の月
  - 山の湖
  - この狭き門を
  - 王女の買物
  - 出発進行
- おせっかいさんの婿選び（1963年、NTV）
- 俺は三男坊（1966年、NTV）

### 吹き替え

#### 俳優
ドロシー・ラムーア
- バリ島珍道中（ララ王女）
- 南米珍道中（マリア）
- 私の愛したブルネット（カルロッタ・モンティ男爵夫人）

#### 映画
- アレキサンダー大王（オリュンピアス〈ダニエル・ダリュー〉）※NET版
- 太陽に向って走れ（キャサリン〈ジェーン・グリア〉）※NET版
- 旅路（クーパー〈ウェンディ・ヒラー〉）
- ハリーおじさんの悪夢（レティ〈ジェラルディン・フィッツジェラルド〉）
- 美女と野獣（ベル〈ジョゼット・デイ〉）※フジテレビ版
- ファビオラ（ファビオラ〈ミシェル・モルガン〉）

#### テレビドラマ
- 名犬リンチンチン（英語版）（1956年 - 1960年 - ラスティ・ハリス）[2]
- おとぎの国／シャーリー・テンプルのお話本（英語版）（ドロア王子〈レックス・トンプソン〉）
- 逃亡者 #15（1964年）

### 人形劇
- シスコン王子（1963年、チョコ）

### テレビ番組
- 私だけが知っている